# Ella Greenslade
Ella Greenslade (n. 8 aprilie 1997, Christchurch, Noua Zeelandă) este o canotoare ce a reprezentat Noua Zeelandă, medaliată olimpică. A participat la o ediție a Jocurilor Olimpice (2020) în care a câștigat o medalie de argint.

## Participări
Lista de mai jos prezintă principalele competiții la care a participat Ella Greenslade de-a lungul carierei.
- Canotaj la Jocurile Olimpice de vară din 2020 - Opt rame cu cârmaci feminin[3]